# (38411) 1999 RQ210
1999 RQ210 (asteroide 38411) é um asteroide da cintura principal. Possui uma excentricidade de 0.09531850 e uma inclinação de 9.00058º.
Este asteroide foi descoberto no dia 8 de setembro de 1999 por LINEAR em Socorro.